# Friedrich Neumüller
Friedrich Rudolph Andreas Neumüller, född 10 augusti 1824 i Diepholz, Tyskland, död 26 januari 1892 i Tyska S:ta Gertruds församling, Stockholm, var en svensk företagsledare och grundare av Neumüllers Bryggeri i Stockholm.

## Liv och verk

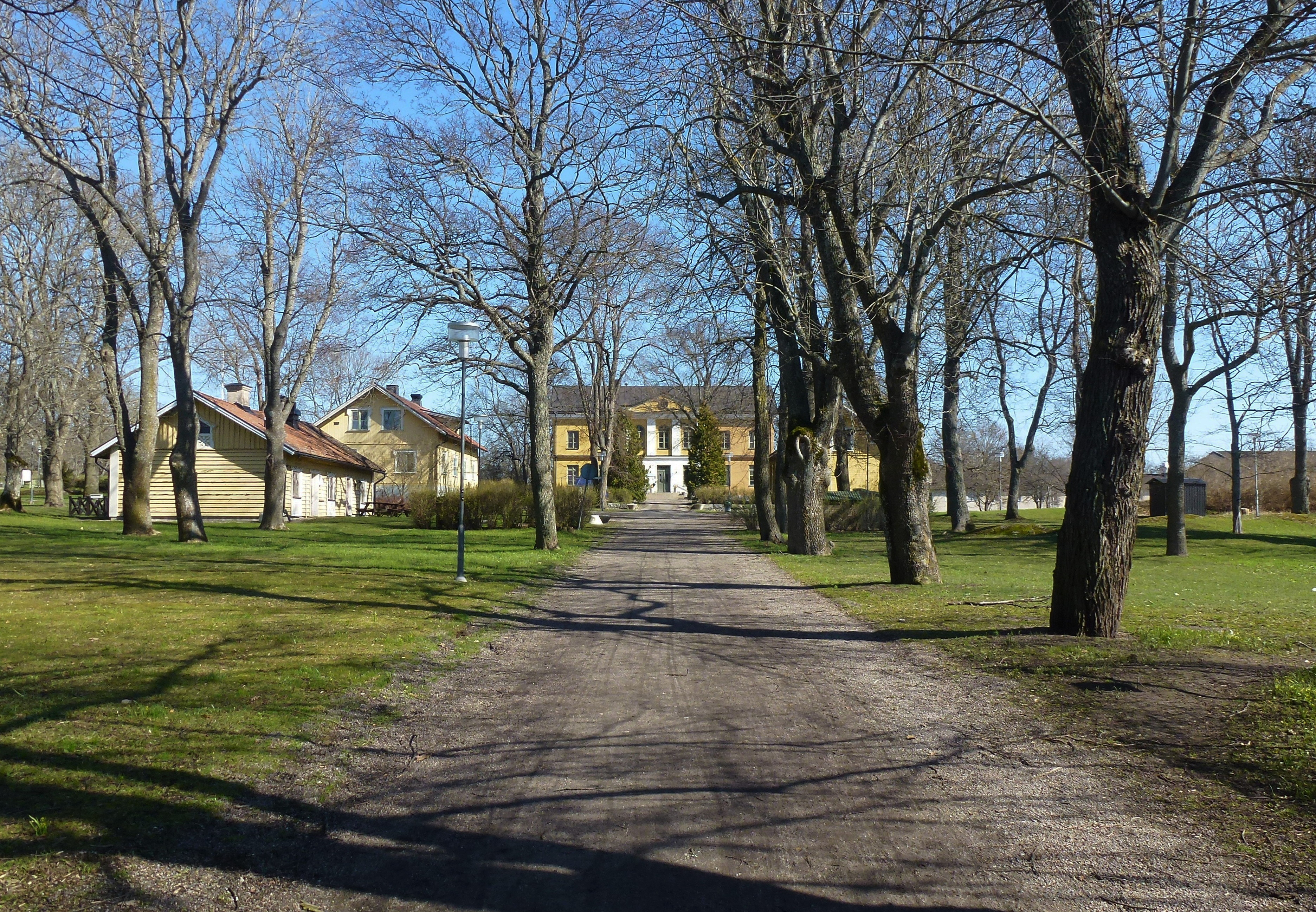
Skarpnäcks gård, 2014.

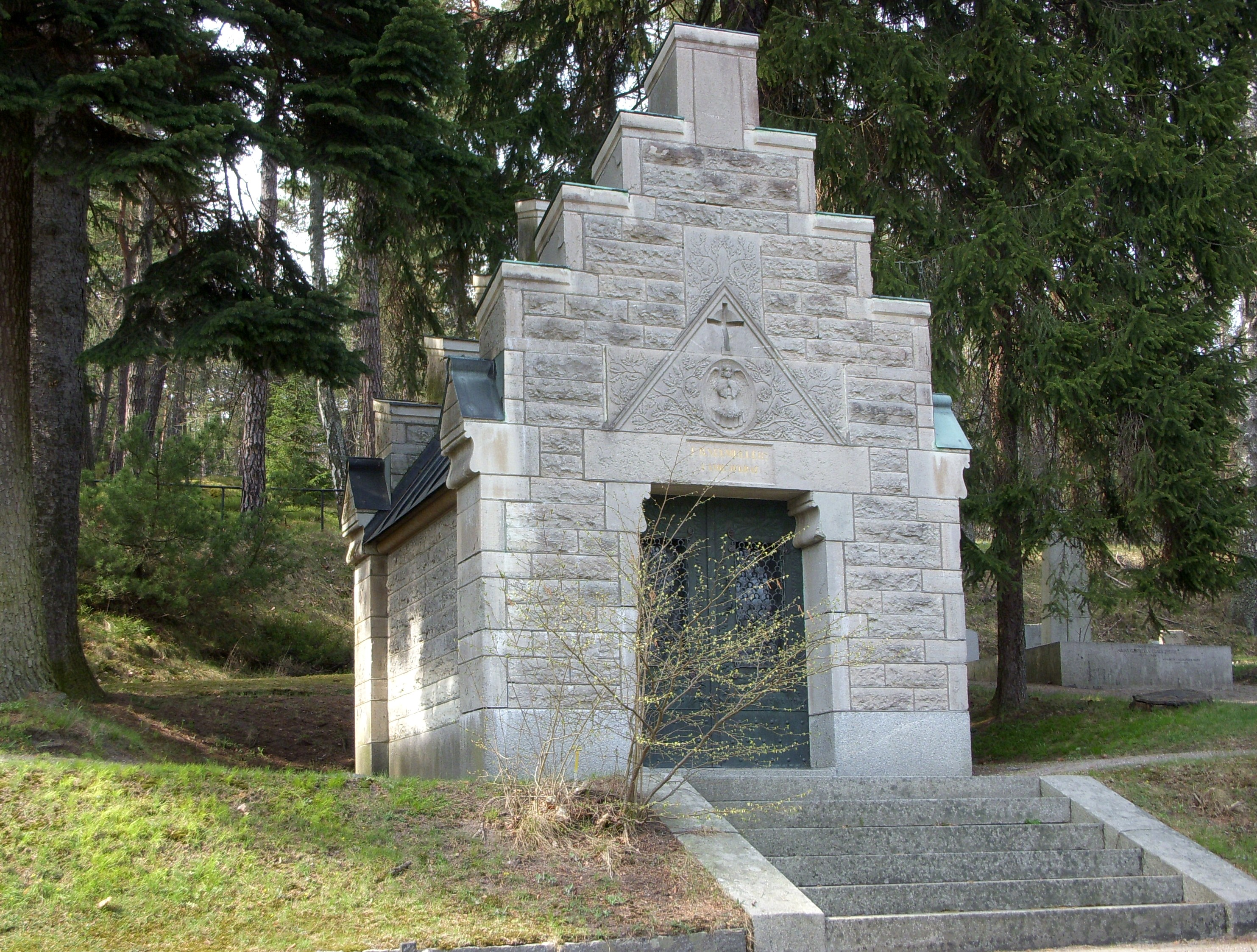
Friedrich Rudolph Neumüllers familjegrav på Södra kyrkogården i Nacka.

Friedrich Neumüller började tidigt att gå i sockerbrukslära. Som 21-åring kallades in som expert till Stockholm av Åhrberg & Fagerbergs sockerbruk vid Hornsgatan som hade fått problem med produktionen. Där stannade han under åtta år och ledde fabriken.
Vid tiden kring 1850 hade Tyska Bryggeriet stora framgångar med det nya bayerska ölet och Neumüller beslutade sig därför för att gå in i denna bransch. Skråreglerna hade då precis avskaffats och inget kunde hindra honom från att köpa ett äldre bryggeri utan egen bryggerierfarenhet. I oktober 1853 förvärvade han ett gammalt bryggeri som sedan fick namnet Neumüllers bryggeri, vid nuvarande Åsögatan (då Tullportsgatan). Som bryggmästare engagerade han Georg Bechmann från Bayern, vilken var bror till bryggmästaren Franz Adam Bechmann på Tyska Bryggeriet.
Neumüller hade stor framgång med sin bryggerinäring. Han byggde om och till, köpte intilliggande tomter och moderniserade anläggningen ständigt. Redan 1860 installerades en ångmaskin, 1873–1874 byggdes ett nytt brygghus, nya jäs- och lagerkällare samt nya tappningslokaler. Vid starten 1854 hade fabriken 15 anställda, på 1870-talet sysselsattes 36 personer i bryggeriet som ökade till 101 personer år 1888. Han blev miljonär, riddare av Vasaorden och god vän med kung Karl XV.
Så småningom övertog sonen Otto Emil Neumüller verksamheten. År 1889 ingick Neumüllers bryggeri i det nybildade konsortiet AB Stockholms Bryggerier. Efter en tvist mellan Otto Emil Neumüller och konsortiet fick namnet Neumüller inte längre användas på etiketterna. Men bryggeriet fanns kvar som S:t Eriks Bryggeri till 1959.
Friedrich Neumüller bodde på Skarpnäcks gård som han förvärvat 1861. Godset ligger söder om Stockholm och där lät Neumüller uppföra nya byggnader, exempelvis dagens huvudbyggnad, och bedrev ett större jordbruk. Han köpte också fler gårdar i trakten som Nacka gård och Klisätra. Han var en välkänd profil i Stockholm och många anekdoter har berättats om honom, varav en del går att återfinna i gamla tidningar och anekdotsamlingar. Till poängen i många av historierna hör att Neumüller talade en mycket märklig språkblandning av lika delar svenska och plattyska. Han är begravd i en familjegrav på Södra kyrkogården vid Dammtorpssjön i Nacka.